# Disney Sing It! - High School Musical 3: Senior Year
Disney Sing It! - High School Musical 3: Senior Year è un videogioco musicale dove cantare in karaoke, sequel di High School Musical: Sing It!. È stato distribuito il 28 novembre 2008 in Europa e il 17 febbraio 2009 in Nord America, per diverse piattaforme.
Diversamente da High School Musical: Sing It!, il gioco non usa animazioni ma le sequenze tratte dai film, come per Disney Sing It.

## Canzoni
Da High School Musical
- We're All In This Together
- Breaking Free
- When There Was Me And You
- Stick To The Status Quo
- Bop to the Top
- Get'cha Head In The Game
- Start Of Something New
- Se provi a volare (solo edizione europea)

Da High School Musical 2
- All For One
- Everyday
- Gotta Go My Own Way
- I Don't Dance (solo edizione nordamericana)
- You Are The Music In Me
- Work This Out (solo edizione nordamericana)
- Fabulous
- What Time Is It?

Da High School Musical 3: Senior Year
- High School Musical
- Walk Away
- Scream (solo edizione nordamericana)
- The Boys Are Back
- A Night To Remember
- Just Wanna Be With You
- Can I Have This Dance?
- I Want It All
- Right Here, Right Now (solo edizione nordamericana)
- Now Or Never (solo edizione nordamericana)